# أوتر (مركبة استطلاع)
مركبة الاستطلاع الخفيفة أوتر (بالإنجليزية: Otter Light Reconnaissance Car) أطلق البريطانيّون عليها اسم مركبة الاستطلاع الكندية الخفيفة جي إم (آر أيه سي) هي عربة مُصفَّحة كنديّة لأغراض الاستطلاع. تم إنتاجها لدعم القوّات البريطانيّة وقوّات دول الكومنولث خلال الحرب العالمية الثانية في أوروبا، كما تم استخدامها في الشرق الأوسط وجنوب شرق آسيا بعد الحرب.

## التاريخ
قامت شركة جنرال موتورز (كندا) بإنتاج هذه العربة لتحقيق الطلب على هذا النوع من المُصفَّحات. كما أن التصميم اعتمد على الشكل الخارجي لمُصفَّحة همبر مارك 3 البريطانيّة. لقد تم تصنيع 1,761 مُصفَّحة أوتر بين عاميّ 1942 و1945 في أوتاوا، على الرغم من أنه تم تسليم أقل من 1,000 وحدة في الخارج.

## المستخدمون
استخدم الكنديّون هذه المُصفَّحة خلال الحرب العالميّة الثانية في الحملة الإيطاليّة وفي الجبهة الغربيّة. كما استخدمتها قوّات جنوب أفريقيا بالإضافة إلى القوّات الهولنديّة في إندونيسيا خلال الثورة الوطنية الإندونيسية. أما بالنسبة للشرق الأوسط، فقد استخدمتها حكومة الانتداب البريطاني على فلسطين للشرطة، والقوّات البريطانيّة في العراق، والجيش الأردني والفلسطينيون في حرب 1948، فيما سقط عدد منها بيد الميليشيات اليهوديّة في فلسطين.

## معرض صور

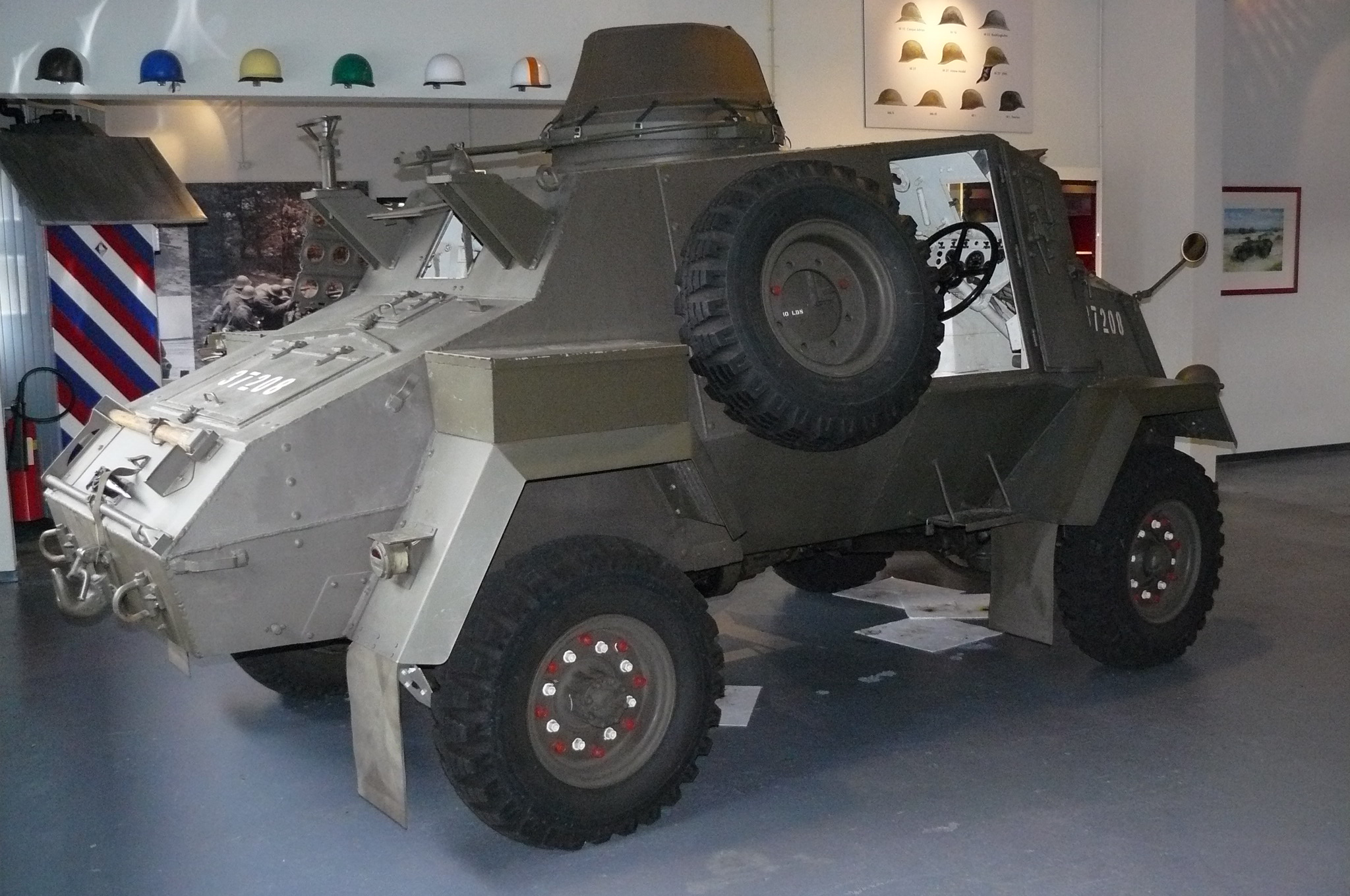
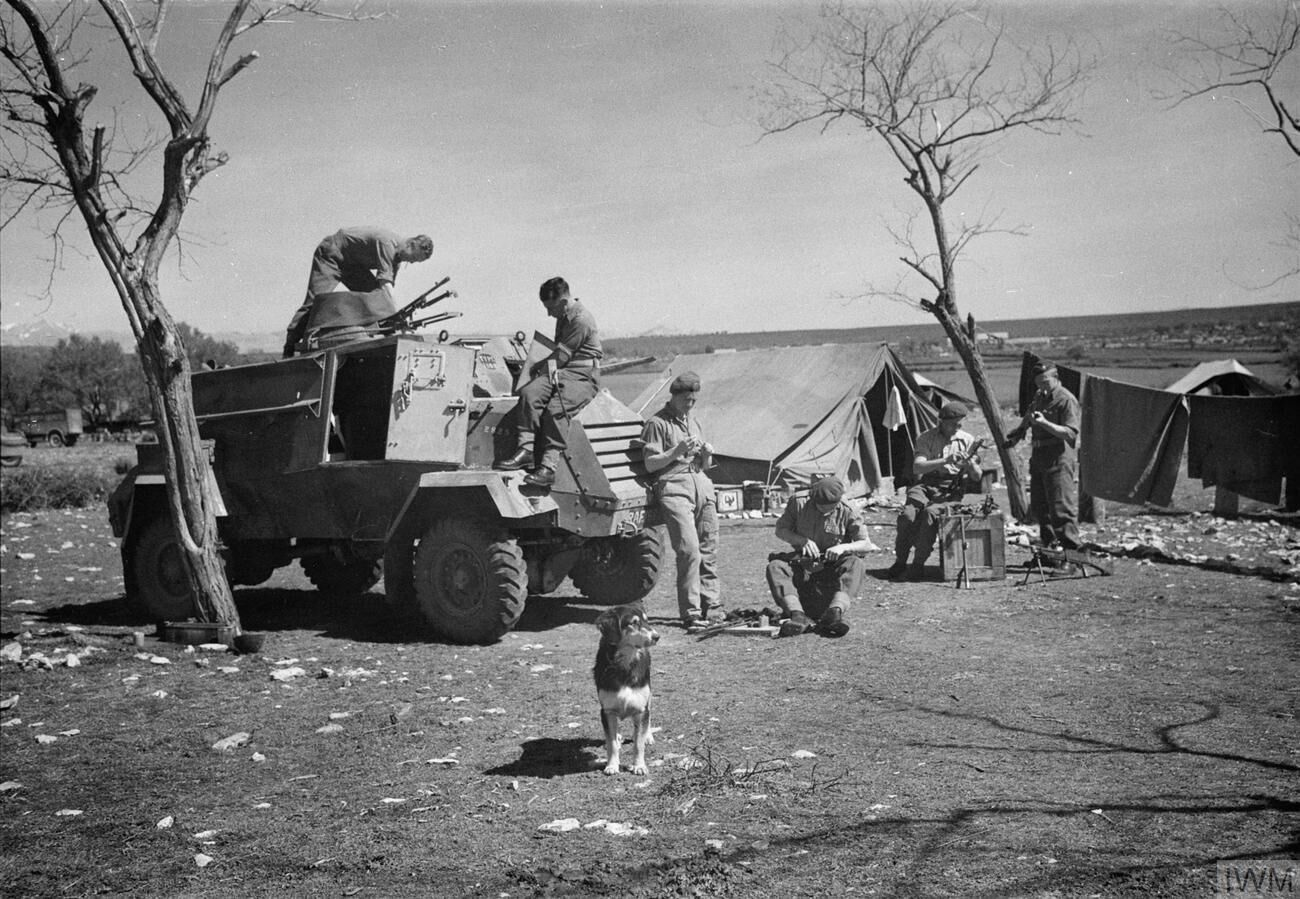
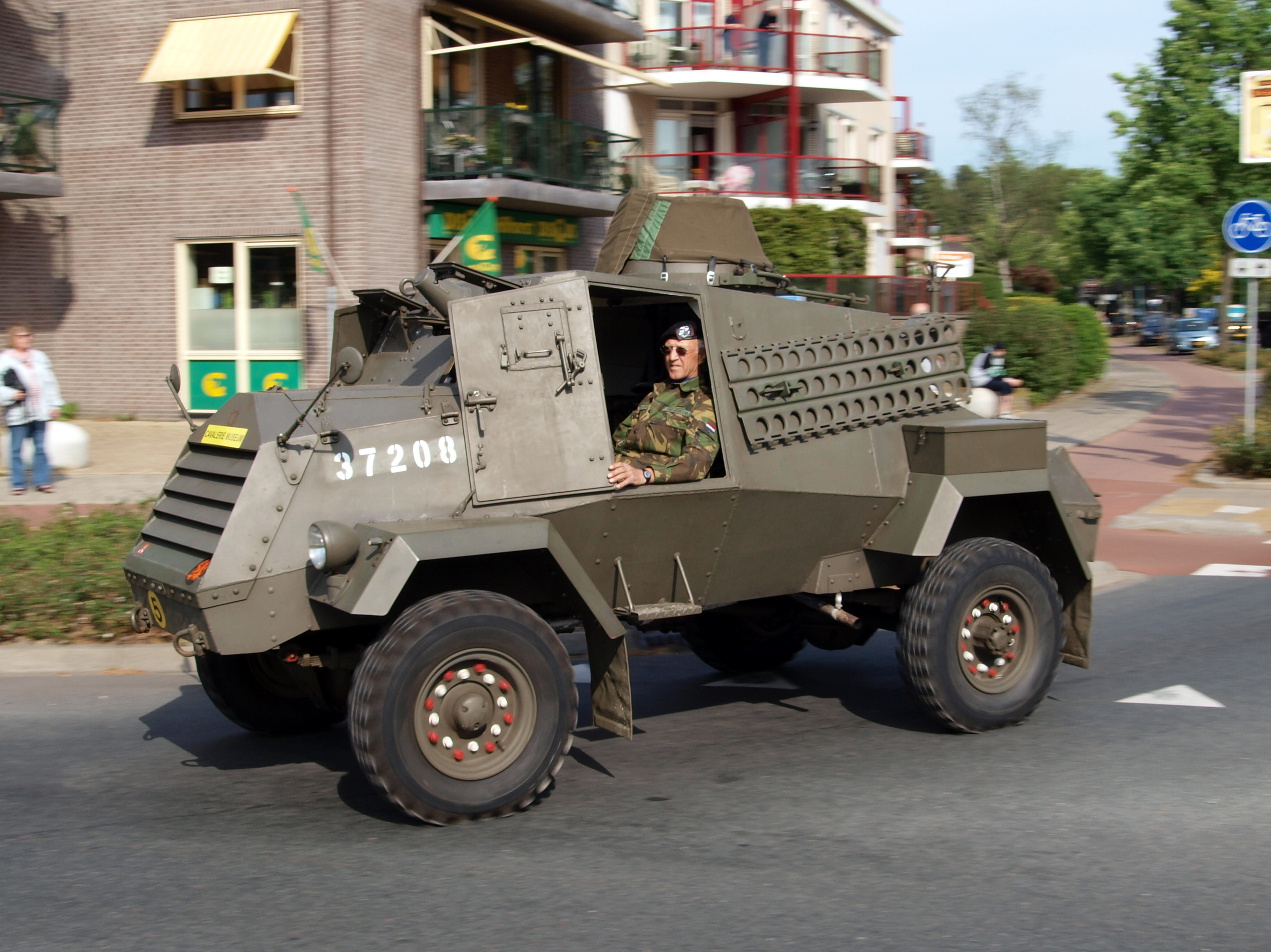
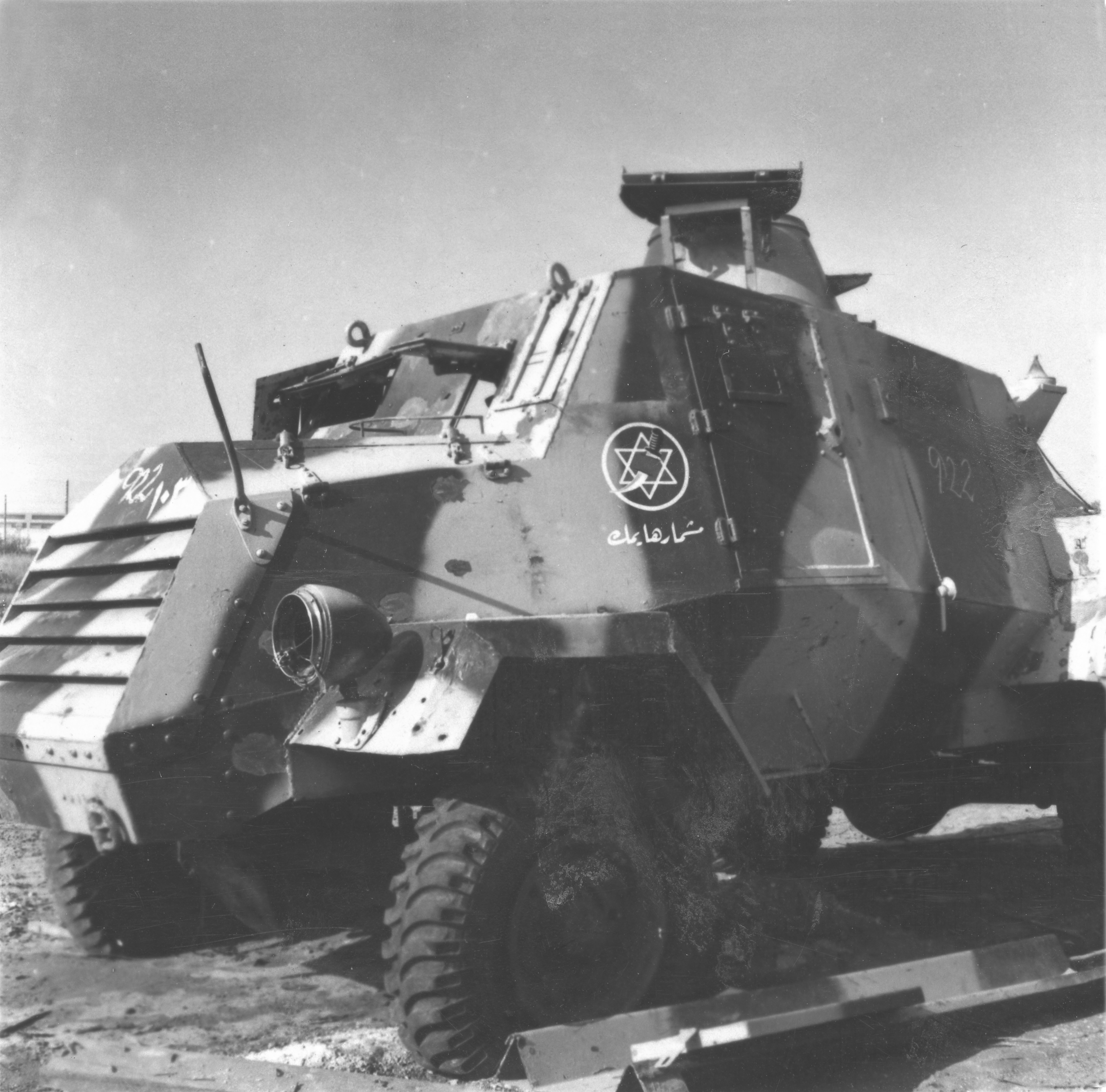

## وصلات خارجية
- مصفحة أوتر، Battlefront.co.nz (بالإنجليزية)
- صور المصفحة، Tanxheaven.com
- مواصفات مصفحة أوتر (بالإنجليزية)